# Полесский проезд
Поле́сский прое́зд — проезд в районе Покровское-Стрешнево Северо-Западного административного округа города Москвы. Проходит от Волоколамского шоссе до улицы Габричевского.

## История
Проезд получил своё название 5 апреля 1965 года в честь города Полесска Калининградской области. В ряде источников ошибочно указано, что источником названия служит историко-географическая область Полесье.

## Описание
Полесский проезд проходит от дублёра Волоколамского шоссе — бывшего Трамвайного проезда на юго-восток до путей Рижского направления Московской железной дороги, поворачивая на запад, а затем на северо-запад вдоль путей до Врачебного проезда, после которого трасса проезда прерывается и возобновляется за территорией станции электроснабжения в районе платформы Щукинская, выходя на улицу Габричевского.

## Транспорт

### Наземный транспорт
По Полесскому проезду не проходят маршруты наземного общественного транспорта. У северного конца проезда, на Волоколамском шоссе, расположена остановка «Покровское-Глебово» автобусов и электробусов № м1, т70, 88, 356, 412, н12, трамвая № 6.

### Метро
- Станция метро «Щукинская» Таганско-Краснопресненской линии — южнее проезда, на улице Маршала Василевского, за железнодорожными путями.

### Железнодорожный транспорт
- Платформа Щукинская Курско-Рижского диаметра.